# ATP Barcellona 1975
L'ATP Barcellona 1975 è stato un torneo di tennis giocato sulla terra rossa. È stata la 1ª edizione del torneo che fa parte del Commercial Union Assurance Grand Prix 1975. Si è giocato a Barcellona in Spagna dal 7 al 13 aprile 1975.

## Campioni

### Singolare maschile
Ilie Năstase ha battuto in finale  Juan Gisbert con il punteggio di 6–1 7–5 6–2

### Doppio maschile
Juan Gisbert /  Manuel Orantes hanno battuto in finale  Paul Kronk /  Nikki Spear con il punteggio di 6–7 6–2 6–4